# 에리히 회프너

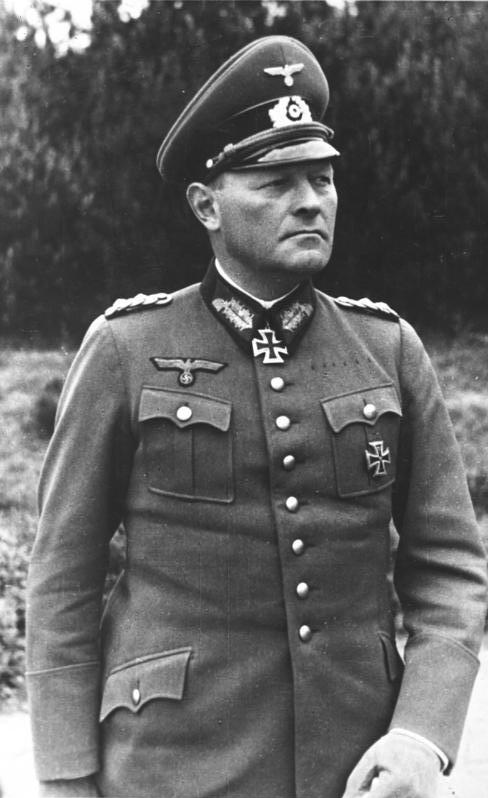
에리히 회프너

에리히 회프너(Erich Hoepner, 1886년 10월 14일 ~ 1944년 8월 8일)는 제2차 세계 대전 당시 독일의 장군이다. 전차부대 지휘관로 성공하였으며, 1944년에 7월 20일 음모의 실패로 처형되었다.

## 경력
- 1909년, 사관후보생 (제13기병연대 배속)
- 1913년 10월, 베를린 군사대학 입학
- 1916년, 제1차 세계대전 참전 (1918년 종전 당시 기병 대위 계급)
- 1927년, 소령 진급
- 1930년, 제17보병연대 소속 대대장
- 1932년, 중령 진급 (제4기병연대장)
- 1935년, 대령 진급
- 1937년, 소장 진급 (제1경사단 사단장)
- 1938년, 중장 진급
- 1939년, 기병 대장 진급 (제16차량화군단 군단장)
- 1940년, 상급대장 진급
- 1941년, 제4기갑집단 사령관 (12월, 제4기갑군 사령관)
- 1942년 1월, 불명예 제대 (히틀러의 진지 사수 명령을 무시한 전술적 후퇴의 결과)
- 1944년 7월 20일 일어난 히틀러 암살 미수 사건 참여
- 1944년 8월 8일, 사형 집행